# 발라드 3번 (쇼팽)
발라드 3번 A♭장조 작품 47번은 쇼팽의 발라드 중 세 번째 곡이다.
이 곡은 쇼팽이 1841년 10월 18일 Julian Fontana에게 보낸 편지에서 처음 언급되었다. 이 곡은 1841년 여름에 프랑스 노앙에서 작곡된 것으로 보이며, 그곳에서 녹턴 Op. 48, F단조의 환상곡이 완성되었다. Breitkopf &amp; Härtel이 발행한 최초의 독일어 판은 1842년 1월에 나왔다.
발라드는 그의 제자 Pauline de Noailles(1823-1844)에게 헌정되었다.  그것에 대한 영감은 일반적으로 아담 미츠키에비치의 시로 알려져 있다.

## 구조

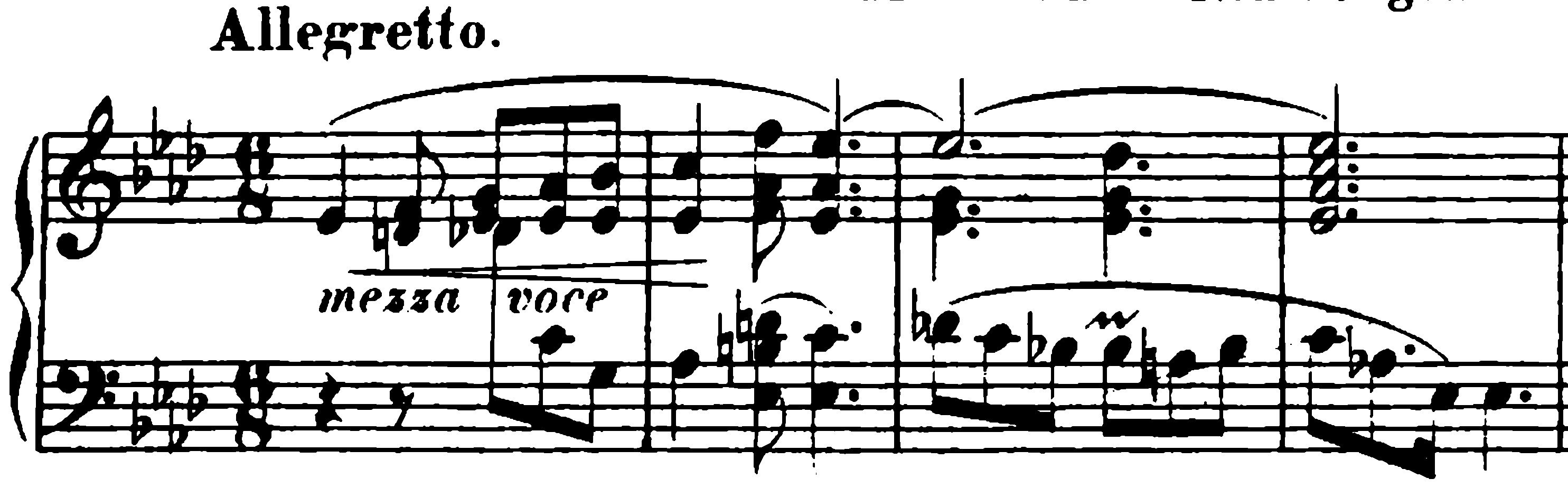
발라드 3번의 오프닝 바

발라드의 형태는 A–B–C–B–A–코다. "A"의 주제는 두 부분으로 나뉘는데, 첫 부분은 노래 같고 두 번째는 춤 같다. 네 개의 발라드 중 이 발라드가 가장 촘촘한 구조를 가진다. 그것은 긴장을 고조시키는 발달 절차를 사용한다.
발라드는 돌체(dolce)라고 표시된 긴 도입부로 시작된다. 도입부는 대부분의 작품과 주제적으로 관련이 없지만 작품의 마지막과 클라이맥스에서 반복된다. 도입부에 이어 쇼팽은 연주 방향 mezza voce가 있는 섹션에서 새로운 주제를 도입한다.
mezza voce 섹션은 곧 격렬한 F 마이너 코드 섹션으로 발전하고 다시 A ♭로 돌아간다. 메자 보이스 섹션이 반복되고 오른손 16분 음표 레기에로 연주로 구성된 새로운 테마가 이어진다. "B" 테마로 발전한 후, 이번에는 오른손의 큰 코드 아래에서 왼손의 빠른 반음계 왼손 연주를 사용한다. 이 테마는 왼손에 "C" 테마의 단편을 사용하여 G♯ 옥타브의 빠른 반복을 통해 클라이맥스로 구축된다.
마지막 부분에서는 도입부의 "A"주제가 옥타브 단위로 다시 반복된다. 발라드는 A ♭ 레지에로의 반복과 두 번째 오른손 아르페지오로 끝난다. 4개의 화음이 작품을 끝낸다.